# Amadeu IV de Saboia
Amadeu IV de Saboia (1197 – 24 de junho ou 13 de julho de 1253) foi de 1233 até 1253 conde de Saboia.

## Relações familiares
Um dos numeroso filhos de Tomás I de Saboia (Castelo de Carbonara, [3 de maio de 1176 - Moncalieri, Aosta, Itália, 1 de março de 1233), conde de Saboia e de Mauriana e de Margarida de Genebra (1180-?). Casou por duas vezes, a primeira com Ana da Borgonha também denominada com Margarida da Borgonha (1200–1254), filha de Hugo III, Duque da Borgonha (1148-Tiro, 25 de agosto de 1192), e de Beatriz de Albon (1161–1228), filha de Guigues V de Albon e de Beatriz de Monferrato, de quem teve:
1. Beatriz de Saboia (1230– 1259) casou por duas vezes, a primeira em 1233 com Manfredo III de Saluzzo (1210-1244) e a segunda em 21 de abril de 1247 com Manfredo da Sicília, rei da Sicília (1231-26 de fevereiro de 1266),
2. Margarida de Saboia (1225-?) casou com Bonifácio II de Monferrato, marquês de Monferrato.

O segundo casamento foi em 1244 com Cecília de Baux (1200-1275), filha de Barral de Baux (?-1268) e de Sibylle de Anduze, de quem teve:
1. Bonifácio I de Saboia (1244–1263), foi conde de Saboia,
2. Beatriz de Saboia, infanta (1250–1292) casou por duas vezes a primeira com Pedro de Chalon (1258-?) e a segunda com Manuel de Castela (Carrión, 1234- Peñafiel, 1283), infante de Castela, senhor de Escalona e Peñafiel,
3. Eleonora de Saboia casou em 1269 com Guichard de Beaujeu,
4. Constância de Saboia, morreu depois de 1263